# Seiji Mizushima
Seiji Mizushima (水島 精二?, Mizushima Seiji; Fuchū, 28 gennaio 1966) è un regista giapponese, celebre per aver diretto anime quali Shaman King, Fullmetal Alchemist, Mobile Suit Gundam 00,  Un-Go e Concrete Revolutio. Il suo primo progetto da regista, Il conquistatore di Shamballa, vinse il Mainichi Film Award per il miglior film d'animazione. Nel 2015 venne premiato con un Animation Kobe..
Il suo nome è occasionalmente reso per intero in katakana quando è responsabile della regia di un episodio o di uno storyboard. Non è imparentato con Tsutomu Mizushima, anche lui un regista di anime che condivide il suo cognome, sebbene spesso si chiamino a vicenda scherzosamente "fratello" su Twitter.

## Opere

### Serie televisive anime
- Neon Genesis Evangelion (1995), regista degli episodi 9–12
- Generator Gawl (1998)
- Dai-Guard (1999)
- Shaman King (2001)
- Fullmetal Alchemist (2003)
- Oh! Edo Rocket (2007)
- Mobile Suit Gundam 00 (2007-2009)
- Kaitō Reinya (2010), direttore del suono
- Hanamaru Kindergarten (2010)
- Un-Go (2011)
- Natsuiro Kiseki (2012)
- Aikatsu! (2012), supervisore
- BlazBlue: Alter Memory (2013), co-regista
- Wooser no sono higurashi (2015)
- Concrete Revolutio (2015-2016)
- Beatless (2018)
- D4DJ First Mix (2020)
- Guilty Gear Strive: Dual Rulers (2025), produttore associato
- Mobile Suit Gundam 00 sequel (TBA)

### Original video animation (OVA)
- i-wish you were here - vorrei tu fossi qui (2001), – ONA
- Fullmetal Alchemist: Premium Collection (2006)
- Escha Chron (2017)

### Anime films
- Il conquistatore di Shamballa (2005)
- Mobile Suit Gundam 00 the Movie: Awakening of the Trailblazer (2010)
- Un-Go episode:0 (2011)
- Rakuen Tsuihō -Expelled from Paradise- (2014)
- Hula Fulla Dance (2021), supervisore alla regia